# Imaad Shah
Imaad Shah es un actor y músico indio. Hijo de los actores Naseeruddin Shah y Ratna Pathak Shah, su abuela materna fue la actriz Dina Pathak. Shah también ha actuado en teatro con la compañía Motley, fundada por su padre junto con Benjamin Gilani. Ha hecho parte de muchas producciones, entre las que se incluyen Katha Collage, Waiting for Godot, By George y Manto Ismat Haazir Hain. Su carrera en el cine inició en el año 2006 en el filme Yun Hota To Kya Hota.

## Filmografía

### Cine
| Año  | Título                       | Actor | Asistente de dirección | Escritor | Papel               | Notas                 |
| ---- | ---------------------------- | ----- | ---------------------- | -------- | ------------------- | --------------------- |
| 2006 | Yun Hota To Kya Hota         | Sí    |                        |          | Joy                 | Debut cinematográfico |
| 2007 | Dil Dosti Etc                | Sí    |                        |          | Apurv               |                       |
| 2009 | Little Zizou                 | Sí    |                        |          | Artaxerxes Khodaiji |                       |
| 2011 | Dhobi Ghat                   |       | Sí                     |          |                     |                       |
| 2011 | 404                          | Sí    |                        | Sí       | Chris               |                       |
| 2013 | The Reluctant Fundamentalist | Sí    |                        |          | Sameer              |                       |
| 2013 | Tasher Desh                  | Sí    |                        |          | Ruiton              |                       |
| 2014 | M Cream                      | Sí    |                        |          | Figs                |                       |
| 2019 | Posham Pa                    | Sí    |                        |          |                     |                       |